# Diaulomorpha floris
Diaulomorpha floris är en stekelart som först beskrevs av Girault 1922.  Diaulomorpha floris ingår i släktet Diaulomorpha och familjen finglanssteklar. Inga underarter finns listade i Catalogue of Life.